# 長野県道435号小佐出西京線
長野県道435号小佐出西京線（ながのけんどう435ごう こさいでにしきょうせん）は、長野県長野市を通る一般県道。
長野県に複数ある、路線認定はされているが区域決定されていない路線の一つ。

## 概要

### 路線データ
- 起点：長野市鬼無里日影字小佐出（奥裾花自然園入口）
- 終点：長野市鬼無里日影字西京（国道406号交点）

## 通過する自治体
- 長野市

## 交差・接続する道路
- 国道406号 - 長野市鬼無里日影字西京（終点）